# 旭川電気軌道
旭川電気軌道株式会社（あさひかわでんききどう）は、北海道旭川市に本社を置く企業。同市を中心に路線バスや貸切バスを運行するバス事業や、不動産事業を行う。

## 概要
かつては軌道事業を主軸とし、東川線（旭川四条 - 東川間）および東旭川線（旭川追分 - 旭山公園間）で電車を運行していた。1973年1月1日の全線廃止で軌道事業から撤退した後も、改名することなく現在に至っている。
2025年春、北海道北見バス、札幌観光バス、ジェイ・ウィル・パートナーズが管理運営する合同会社ジェイ・ジー・イ ーを新たなスポンサーとして迎える。

## 沿革
- 1926年（大正15年）1月28日 - 旭川電気軌道を創立。
- 1927年（昭和2年）
  - 2月15日 - 追分（後の旭川追分） - 十号間で電気鉄道の運行を開始する。
  - 3月6日 - 十号 - 東川間開業。
  - 4月12日 - 四条（後の旭川四条） - 追分間開業。
  - 10月20日 - 四条 - 旭川一条 - 旭川間開業（旭川一条 - 旭川間は貨物のみ）
- 1929年（昭和4年）
  - 11月 - 旭川電気軌道他2社が合同で設立した旭川市街軌道が旭川市内に市内電車を運行開始。[6]
  - 12月 - 旭川 - 東旭川間で鉄道（電気軌道）の運行を開始する。
- 1933年（昭和8年）3月 - 乗合バス事業を開始する。
- 1944年（昭和19年）9月 - 陸運統制令（いわゆる戦時統合）に基づきバス事業を道北乗合自動車（のちの道北バス）に譲渡する。
- 1952年（昭和27年）7月 - 道北乗合自動車より一部路線を譲受して、バス事業を再開。
- 1956年（昭和31年）6月 - 旭川市街軌道が市内電車を全廃してバスに代替、「旭川バス」と改称してバス事業専業となる。
- 1968年（昭和43年）
  - 4月 - 旭川バスを吸収合併する。
  - 12月 - スーパーマーケット事業（旭友ストアー）を開始する。
- 1973年（昭和48年）1月1日 - 軌道事業を廃止する。
- 1982年頃、追分営業所を東旭川町共栄に移転。
- 1983年（昭和58年）
  - 4月 - 旭川地区では旭岳温泉線などに残っていたツーマン（車掌）乗務区間を廃止。
  - 8月 - 富良野地区の乗合・貸切事業を富良野市と共同で設立した第三セクターふらのバスに譲渡。
- 1984年（昭和59年）10月 - スーパーマーケット事業を旭友ストアー（初代）として分離する。
- 1986年（昭和61年）5月 - 天人峡への路線バス維持と宿泊客の天人峡温泉への送迎方法としてバス運賃を天人峡温泉観光協会が負担する路線バス『いで湯号』を運行開始。翌1987年からは旭岳温泉観光協会も加わる。
- 1990年（平成2年）4月 - 東川、東神楽両町内を走る不採算路線が大幅に廃止される。
- 1991年（平成3年）4月1日 - 株式会社コンピューター・ビジネス、日立製作所と共同開発したバス総合運行管理システムの運用を開始[7]。停留所接近表示システムの稼動が開始されるとともに[8]、日本で初めてクレジットカード（日専連旭川カード）でバス運賃を支払えるシステムを採用。
- 1995年（平成7年）4月 - ショッピングカードシステムの稼動を開始する。
- 1997年（平成9年）
  - 4月 - 旭友ストアー（初代）と合併する[9]。
  - 3月 - 民間のバス会社としては日本で初めてノンステップバスを大量導入[10]。
- 1999年（平成11年）
  - 10月1日 - 春光営業所を分社化しあさでんを設立。
  - 10月 - 北海道内のバス会社としては初めて連節バスを導入[11]。
- 2007年（平成19年）
  - 7月1日 - あさでんを統合[12]。再び共栄営業所と春光営業所の2営業所体制になる。
  - 12月 - 停留所接近表示システムの利用休止。
  - 12月27日 - 旭川駅前営業所を宮下通8丁目アサヒビル前より1条通7丁目A.s.h.ビル地下に移転。
- 2008年（平成20年）
  - 6月1日 - 末広地区の一部路線（15番線）で運賃改定。
  - 8月1日 - スーパーマーケット事業を旭友ストアー（2代）として再分離する[13]。
- 2009年（平成21年）4月1日 - ヤマトオートワークスとの共同出資によりヤマトオートワークス旭川を設立[14]。
- 2010年（平成22年）5月 - 旭友ストアー全店舗を閉店し、スーパーマーケット事業から撤退。
- 2012年（平成24年）
  - 3月 - クレジットカードによるバス運賃支払システムを中止。
  - 11月 - IC乗車カード「Asaca CARD（アサカカード）」によるバス運賃支払システムの稼動を開始する。
- 2015年（平成27年）2月 - 道北バスとICカード相互利用開始。
- 2018年（平成30年）3月 - ブランドロゴを変更[15]。
- 2019年（令和元年）10月1日 - 道北バスと共同で旭川環状通り循環線の実証実験運行を開始[16]。
- 2020年（令和2年）
  - 11月30日 - 春光営業所廃止。ただし車庫機能は残す[17]。
  - 12月6日 - 共栄バスセンターを開設。東光方面を発着する路線の大部分を共栄バスセンター発着に改変[18]。
- 2021年（令和3年）6月6日 - 春光バスセンター開設。春光、末広方面を発着する路線を春光バスセンター発着に集約改変[19]。
- 2023年（令和5年）4月1日 - ダイヤ改正。道北バスと共同で運行してきた901番と902番の旭川環状通循環線の実証実験が終了。旭川電気軌道担当分は55番線 緑が丘・環状通り・春光台線として定期化（平日のみ運行）される[20]。
- 2025年（令和7年）4月 -  北海道北見バス、札幌観光バスと資本業務提携を締結（予定）[21]。

## 事業所
2021年（令和3年）6月6日現在、すべて北海道に所在
本社
旭川市3条通18丁目左3号
共栄営業所
旭川市東旭川町共栄128
バス総合案内所
旭川市宮下通9丁目2 ツルハビルディング旭川駅前1階
かつては宮下通8丁目のアサヒビル1階に存在したが、2007年（平成19年）に1条通7丁目のA'shビル地下1階に移転し、2018年（平成30年）6月7日に現在地に移転

### 廃止事業所
春光車庫（2020年11月30日まで春光営業所）
旭川市春光3条8丁目6-7
- 2021年6月6日春光バスセンターに改変、無人化。

千歳営業所（貸切バス）
千歳市流通3丁目2-6（千歳流通業務団地）
- ふらのバスの営業所として存続中。

## 一般路線
2024年（令和6年）11月3日現在
ここでは主要の停留所を記載する。
1 東光・曙線（外回り）
共栄バスセンター - 東光16条5丁目 - 東光1条1丁目 - 1条7丁目 - 曙1条5丁目 - 4条7丁目 - 豊岡4条1丁目 - 東光16条5丁目 - 共栄バスセンター
2 東光・曙線（内回り）
共栄バスセンター - 東光16条5丁目 - 豊岡4条1丁目 - 4条8丁目 - 曙1条5丁目 - 1条8丁目 - 東光1条1丁目 - 東光16条5丁目 - 共栄バスセンター
3 森山病院・近文線
森山病院前 - 1条8丁目 - 6条西6丁目 - 緑町15丁目 - 近文25丁目 - 旭岡3丁目 - 緑町15丁目 - 6条西6丁目 - 1条8丁目 - 森山病院前
5 旭町・春光循環線
旭川駅前 - 市役所前 - 本町 - 旭町2条10丁目 - 春光園前 - 末広4条1丁目 - 春光バスセンター - 花咲7 - 護国神社前 - 常磐公園 - 旭川駅
- 一部春光バスセンター始発と春光バスセンター止まりの便有り。

6 花咲・末広循環線
旭川駅前 - 市役所前 - 本町 - 護国神社前 - 花咲7丁目 - 春光バスセンター - 末広4の1 - 旭町2条10丁目 - 常磐公園 - 旭川駅
- 一部、春光バスセンター始発と春光バスセンター止まりの便有り。

7 新富線
旭川赤十字病院前 - 4条9丁目 - 6条15丁目 - 東6条2丁目 - 新富2条2丁目-春光バスセンター
8 秋月線
旭川駅前 - 市役所前 - 市立病院前 - 東4条11丁目 - 秋月2条2丁目
10 東光3丁目線（4条経由）
1条8(7)丁目 - 4条7丁目 - 豊岡4条1丁目 - 東光11条3丁目- 東光16条5丁目 - 共栄バスセンター
11 東光1丁目線（1条経由）
1条8(7)丁目 - 1条15丁目 - 東光1条1丁目 - 東光11条3丁目- 東光16条5丁目 - 共栄バスセンター
12 春光4条線
1条8丁目 - 市役所前 - 市立病院前 - 護国神社前 - 大町2条10丁目 - 春光バスセンター
14 旭町線（旭橋経由）
1条8丁目 - 6条昭和通り（復路は市役所前） - 本町 - 旭町2条10丁目 - 旭町2条18丁目 - イオンモール旭川西
17 東川・東神楽・春光線
東川東町4丁目 - 東神楽バスセンター - ひじり野1条1丁目 - 東光16条7丁目 - 東光1条4丁目 - 1条7(8)丁目 - 4条1丁目 - 護国神社 - 花咲6丁目 - 春光3条7丁目 - 春光バスセンター - 春光6-9
- 2025年4月13日、春光側の起終点及び経路を変更。

18 共栄・1条線
1条8(7)丁目 - 1条15丁目 - 東光1条4丁目 - 東光6条7丁目 - 共栄バスセンター
19 東光5丁目線
1条8(7)丁目 - 4条7丁目 - 豊岡3条2丁目 - 東光16条5丁目 - 東光22条6丁目 - 共栄バスセンター
22 春光6条線
旭川駅前 - 市役所前 - 市立病院前 - 護国神社前 - 大町2条10丁目 - 春光6条8丁目 - 春光バスセンター
23 旭岡線
1条8丁目 - 4条1丁目 - 川端3条4丁目 - アイヌ記念館 - 北門町21丁目 - 旭岡6丁目 - 緑町25丁目
24 新橋・北門線
1条8丁目 - 4条1丁目 - 川端3条4丁目 - アイヌ記念館 - 北門町19丁目 - イオンモール旭川西
26 花咲大橋・曙線
曙1条7丁目 - 亀吉3条1丁目-1条2丁目 - 1条7丁目 - 4条9丁目 - 6条12丁目 - 東4条11丁目 - 花咲7丁目 - 春光バスセンター
- 2024年11月3日より春光側起終点を末広6-1に延伸。
- 2025年1月14日より、再び春光バスセンター着発に変更。

29 豊岡・末広線
共栄バスセンター - 豊岡8の10 - 8の15 - 東6の8 - 花咲6 - 春光バスセンター-春光6の9
- 2025年4月13日より春光側の経路及び起終点を変更。

33 東光・近文線
共栄バスセンター - 東光16条5丁目 - ホクト電子前 - 科学館前 - 1条8丁目 - 6条西6丁目 - 緑町15丁目 - 近文25丁目
- 2016年4月17日に緑町25丁目 - 旭岡3丁目 - 近文25丁目間を廃止

35 緑町・末広線
1条8丁目 - 6条西6丁目 - 緑町15丁目 - 大町2条15丁目 - 春光園 - 春光6条8丁目 - 末広4条1丁目 - 春光バスセンター
- 2021年6月6日改正で春光5条経由から春光6条経由に変更された。

37 春光・緑ヶ丘線
春光バスセンター - 末広6-1 - 緑町15丁目 - 亀吉3条1丁目 - 神居2条1丁目 - 神楽岡駅前 - 緑ヶ丘4条4丁目 - 南高前
- 2023年10月1日、208番を廃止の上改変して新設

38 末広・市立病院線
旭川駅前 - 市役所前 - 市立病院前 - 東4条11丁目 - 花咲7丁目 - 春光バスセンター
39 豊岡・緑町線
共栄バスセンター - 豊岡8の10 - 8の15 - 4の8 - 川端6の10 - イオンモール旭川西
- 2024年11月3日より運行

41 旭山動物園線（4条経由）
旭川駅前 - 4条18丁目 - 豊岡4条3丁目 - 東旭川1条6丁目 - 旭山公園入口 - 旭山動物園
旭山動物園閉園時間及び休園日は旭山公園入口発着
42 旭山動物園線（急行）（土日祝のみ運行）
（下り） - ※7条昭和通 - 旭川駅前 - 旭山動物園
- 下りの7条昭和通りは、1便のみ。2便と3便は、旭川駅始発

（上り）旭山動物園 - 7条昭和通り - 旭川駅
- 2024年夏期ダイヤより、それまでの1往復から3往復に増便。
- 2024年11月3日改正で、旭川駅行上り便が1便減便。2,5往復になる。

47 旭山動物園線（10条経由）
旭川駅前 - 4条18丁目 - 10条22丁目 - 東旭川1条6丁目 - 旭山公園入口 - 旭山動物園
- 旭山動物園閉園時間及び休園日は旭山公園入口発着

52 豊岡・東光7丁目線
旭川駅 - 1条8(7)丁目 - 4条7丁目 - 4条18丁目 - 豊岡4条3丁目 - 豊岡4条7丁目 - 東光6条7丁目 - 東光16条7丁目 - 東光20条8丁目 - 共栄バスセンター
55 緑が丘・環状・春光台線
南高前 - 東光16条5丁目 - 永嶺高校 - 永山2条4丁目 - 末広4条1丁目 - 高専前 - 療育センター
- 2023年4月1日新設。それまで運行されていた901,902系統の実証実験運行終了の代替として新設。

60 東川線
旭川駅前 - 4条18丁目 - 豊岡3条2丁目 - 東光6条7丁目 - 共栄バスセンター - 東旭川旭正 - ひがしかわ道草館 - 東川東町4丁目
62 東川小学校線
共栄バスセンター - 東旭川旭正 - 東川小学校
66 旭川空港経由旭岳線「いで湯号」
6条9丁目 - 旭川駅前 - 厚生病院前 - 共栄バスセンター -（直行) - 旭川空港 - ひがしかわ道草館 - 旭岳源水公園前 - 旭岳
- 旭川駅と旭岳を結ぶ路線。かつては天人峡温泉へも乗り入れていたが、2011年に天人峡乗り入れが廃止され旭岳へのアクセスに特化した。なお、旭川空港を経由するが、航空便との接続は考慮されない。

路線沿革
- 元々は旭川駅 - 東神楽12号 - 東川学校前 - 天人峡と旭川駅 - 東神楽12号 - 東川学校前 - 旭岳と別系統であった。
- 1986年（昭和61年）
  - 5月3日より天人峡系統について、往路は天人峡での下車客と、復路は天人峡温泉観光協会発行のサービス券持参客について無料運行を実施。この時に東神楽12号経由を旧旭川電気軌道東川線沿線の上旭正経由に変更。
  - 12月5日 - 天人峡系統と旭岳系統を統合し、旭川駅 - 上旭正 - 天人峡 - 旭岳の系統に一本化。

- 1987年（昭和62年）4月26日 - 往路は旭の松原（後に廃止）、旭岳温泉入口、キャンプ場前、旭岳での下車客、復路は旭岳温泉観光協会発行のサービス券持参客について無料運行を実施。
- 2001年（平成13年）6月15日 - シーズン期（6月15日 - 10月15日）のみ往路は有料（旭川駅→旭岳、天人峡間1,000円）となるが、それ以外の期間はこれまでどおり無料、復路はサービス券持参客について無料とする。
- 2006年（平成18年）
  - 6月15日 - 10月15日まで、旭川駅 - 旭岳 - 天人峡間1往復と道草館前 - 旭岳間2往復、道草館前 - 天人峡 - 旭岳間1.5往復に変更。東川町観光協会（前記の両協会を統合）による復路のサービス券を取り止め。全区間で有料扱い（旭川駅 - 旭岳、天人峡間1,000円、道草館前 - 旭岳、天人峡間500円）となる。
  - 10月16日 - 道草館前→天人峡→旭岳と旭岳→道草館前間各2本の運転となり、旭川駅 - 道草館前間は「60 東川線」への接続となる。

- 2007年（平成19年）6月15日 - シーズン期（6月15日 - 10月15日）は運行経路、本数が毎年変動するようになり、それ以外の期間は旭川駅 - 道草館前 - 天人峡 - 旭岳間2往復となる。全区間旭川電気軌道の運賃体系に変更。
- 2011年（平成23年）7月15日 - 経路を上旭正経由から東神楽12号及び旭川空港経由に変更し、天人峡乗り入れを廃止。旭川駅 - 旭川空港 - 道草館前 - 旭岳間通年3往復となる。
- 2016年（平成28年）10月1日 - ダイヤ改正。1往復増え、4往復となる。
- 2018年（平成30年）10月1日 - ダイヤ改正と経路を6条9丁目発着に延長。延長部の6条9丁目 - 旭川駅前は「77 空港線」と同じ経路。
- 2023年（令和5年）10月1日 - ダイヤ改正。路線名を「旭川空港経由旭岳線」に変更し、旭川空港を除く東神楽町内での客扱い（東神楽バスセンター、志比内など）を廃止する。また、1往復減便して3往復とする。

67 東川・東神楽循環線
旭川駅前 - 4条18丁目 - 豊岡3条2丁目 - 東光6条7丁目 - 共栄バスセンター - 東旭川旭正 - ひがしかわ道草館 - 東神楽バスセンター - ひじり野1条1丁目 - 旭神2条2丁目 - ホクト電子前 - 4条21丁目 - 旭川駅前
- 早朝時間帯に共栄バスセンター始発で運行される便があるが、系統番号は通常の旭川駅前始発と同様。

70 東神楽線
旭川駅前 - 4条21丁目 - ホクト電子前 - 旭神2条2丁目 - ひじり野1条1丁目 - 東神楽バスセンター
71 医大病院・緑が丘線
旭川駅前 - 4条20丁目 - ホクト電子前 - 旭神2条3丁目 - 医大病院前
73 南高校・東旭川線
東旭川駅 - 豊岡14条7丁目 - 東光5条6丁目 - 東光16条5丁目 - 工業高校 - 南高校
74 緑東大橋・南高線
旭川駅前 - 4条20丁目 - ホクト電子前 - 旭神2条3丁目 - 緑ヶ丘3条4丁目 - 南高前 - ひじり野大橋 - 共栄バスセンター
- 2023年10月1日新設。 従来の学生対策便701系統を共栄バスセンターまで延長し新設

75 東神楽・旭川空港線
旭川駅前 - 4条21丁目 - ホクト電子前 - 旭神2条2丁目 - ひじり野1条1丁目 - 東神楽バスセンター - 旭川空港
- 従前から運行している70 東神楽線の一部を東神楽バスセンターから旭川空港まで延長運転した系統であり、航空便との接続は考慮されない。

76 東神楽・東川循環線
旭川駅前 - 4条21丁目 - ホクト電子前 - 旭神2条2丁目 - ひじり野1条1丁目 - 東神楽バスセンター - ひがしかわ道草館 - 東旭川旭正 - 共栄バスセンター - 東光6条7丁目 - 豊岡3条2丁目 - 4条18丁目 - 旭川駅前
- 上記、67 東川・東神楽循環線の逆回り。
- 早朝時間帯にひじり野1条10丁目始発で運行される便があるが、系統番号は通常の旭川駅前始発と同様。

77 空港線（急行）
6条9丁目 - 旭川駅前 - ホクト電子前 - 共栄バスセンター - 旭川空港
- 2013年4月1日、道北バスが79 旭川空港線を廃止し、旭川電気軌道に一本化される。
- 2021年8月1日、道北バスの旭川空港線直行便が新設され、再び空港アクセス路線が2社の運行となる。
- 2024年10月1日より、旭川医大経由から共栄バスセンター経由に変更。

78 動物園・空港線(土日祝のみ運行)
旭川空港 - 旭山動物園
- 2024年夏期ダイヤよりそれまでの1往復から2.5往復に増便。（動物園行2便、空港行3便）
- 2024年11月3日改正で1往復に減便。

80 緑が丘・春光6条線
共栄バスセンター - 緑が丘3条4丁目 - 神楽岡駅 - 神楽4条4丁目 - 1条2丁目 - 1条7丁目 - 旭川駅前 - 市役所前 - 市立病院前 - 護国神社前 - 大町2条10丁目 - 春光バスセンター
81 緑が丘・末広線
共栄バスセンター - 緑が丘3条4丁目 - 神楽岡駅 - 神楽4条4丁目 - 1条2丁目 - 1条7丁目 - 旭川駅前 - 市役所前 - 本町 - 護国神社前 - 花咲7丁目 - 春光バスセンター
82 南高校・緑が丘線
旭川駅前 - 1条15丁目 - 科学館前 - 神楽岡5条4丁目 - 工業高校 - 南高校
83 ひじり野・南高校線
旭川駅前 - 1条15丁目 - 科学館前 - 神楽岡5条4丁目 - 南高校 - 旭神町 - ひじり野1条1丁目 - 共栄バスセンター
84 ひじり野・緑が丘線
旭川駅前 - 1条15丁目 - 科学館前 - 神楽岡5条4丁目 - 緑が丘3条4丁目 - 旭川医大前 -リサーチパーク入口 - ひじり野1条1丁目 - 共栄バスセンター
93 豊岡・神居線（4条・クリスタル橋経由）
共栄バスセンター - 豊岡8条10丁目 - 豊岡4条1丁目 - 1条7丁目 - 宮下6丁目 - 神居4条13丁目 - 神居6条10丁目 - 宮下6丁目 - 1条8丁目 - 豊岡4条1丁目 - 豊岡8条10丁目 - 共栄バスセンター
94 豊岡・赤十字病院線（4条経由）
共栄バスセンター - 豊岡8条10丁目 - 豊岡4条1丁目 - 1条7(8)丁目 - 1条2丁目 - 旭川赤十字病院前 - 亀吉3条1丁目
97 豊岡・赤十字病院線（8条経由）
共栄バスセンター - 豊岡8条10丁目 - 6条15丁目 - 1条7(8)丁目 - 1条2丁目 - 旭川赤十字病院前 - 亀吉3条1丁目
98 豊岡・神居線（8条経由）
共栄バスセンター - 豊岡8条10丁目 - 6条15丁目 - 1条7丁目 - 1条2丁目 - 神居4条13丁目 - 神居6条10丁目 - 1条2丁目 - 1条8丁目 - 6条15丁目 - 豊岡8条10丁目 - 共栄バスセンター
102 春光・1の8線
1条8丁目 - 旭川駅前（往路のみ） - 合同庁舎前 - 8条15丁目 - 市役所前 - 市立病院前 - 護国神社前 - 大町2条10丁目 - 春光バスセンター
105 旭町・末広線
旭川駅前 - 常磐公園前 - 旭町2条10丁目 - 北星中学校 - 春光園前 - 春光6条8丁目 - 春光バスセンター
124 旭町・北門線
1条8丁目 - 常磐公園前 - 旭町2条18丁目 - 北門町21丁目 - アイヌ記念館前 - 4条1丁目 - 1条7丁目
143 豊里線
旭川駅前 - 1条2丁目 - 神居2条10丁目 - 神居2条1丁目 - 西丘第二 - 豊里 - 新城峠
- 北海道中央バス芦旭線廃止に伴う地域交通確保のため、旭川市が主体の実証実験運行（2021年（令和3年）10月1日から令和4年3月31日まで（予定））として開設。新城峠にて芦別方面の芦別ハイヤーの芦別・新城線に接続する。
- 予約制、平日のみの運行。また、旭川駅前 - 神居2条1丁目間は、新城峠行は乗車のみ、旭川駅前行は下車のみの取り扱い。

176 東神楽・東川線
旭川駅前 - 4条18丁目 - ホクト電子前 - 旭神2条5丁目 - ひじり野1条1丁目 - 東神楽バスセンター - ひがしかわ道草館 - 東川東町4丁目 - 東旭川旭正 - 共栄バスセンター
- 上記、76 東神楽・東川循環線の共栄バスセンター入庫系統だが、実質的に60 東川線の最終バスも兼ねる観点から、76では通常立ち寄らない60の終点・東川東町4丁目も経由する。深夜帯に1本のみ運行。

522 春光・東光7丁目線
春光バスセンター - 末広6条1丁目 - 大町2条10丁目 - 護国神社前 - 市立病院前 - 市役所前 - 旭川駅前 - 1条8(7)丁目 - 4条7丁目 - 4条18丁目 - 豊岡4条3丁目 - 豊岡4条7丁目 - 東光6条7丁目 - 東光16条7丁目 - 東光20条8丁目 - 共栄バスセンター

## 学生対策便
48 学生対策路線（旭川厚生看護専門学校）
1条25丁目（旭川厚生病院） - 豊岡8条5丁目 - 豊岡13条6丁目 - 東旭川1条3丁目 - 旭川厚生看護専門学校

801 学生対策路線（末広 - 工業高校・南高校）
南高校 - 工業高校 - 神楽岡駅 - 神楽4条4丁目 - 1条2丁目 - 4条1丁目 - 本町 - 護国神社前 - 花咲町7丁目 - 春光バスセンター
802 学生対策路線（上川神社経由工業高校・南高校）
旭川駅前 - 1条15丁目 - 科学館前 - 神楽岡5条4丁目 - 工業高校 - 南高校

## 高速バス
たいせつライナー
共栄バスセンター・旭川駅前・7条昭和通 - 旭町2条15丁目 - 新千歳空港・南千歳駅（北都交通と共同運行）
- 予約制。2018年（平成30年）4月25日より運行を開始した。

## 主な廃止路線
15 末広3丁目線
旭川駅前 - 6条昭和通り（復路は市役所前） - 本町 - 護国神社前 - 花咲町7丁目 - 末広1条3丁目 - 末広6条3丁目
- 2013年（平成25年）4月13日廃止

31 運転免許試験場線
1条8丁目 - 6条西6丁目 - 緑町15丁目 - 運転免許試験場
- 2013年（平成25年）4月13日廃止、道北バスへ移譲。

43 米飯線
東旭川1条6丁目 - 旭山 - 豊田追分 - 記念坂 - 米飯12号
- 2013年（平成25年）10月1日廃止、旭川中央ハイヤーによる乗合タクシーへ移行

28 新富・神居線（クリスタル橋経由）
新富2条2丁目 - 東6条2丁目 - 6条15丁目 - 4条9丁目 - 1条7丁目 - 宮下6丁目 - 神楽4条4丁目 - 神居2条1丁目
- 2016年（平成28年）4月17日廃止

2019年（令和元年）12月1日、慢性的な運転手不足を理由に6系統（4,13,21,72,208,300）を廃止した。
4 近文線
1条8丁目 - 6条昭和通り（復路は市役所前） - 本町 - 旭町2条10丁目 - 北門町15丁目 - 緑町15丁目 - 近文25丁目
- 2019年（令和元年）12月1日廃止

13 旭町線（新橋経由）
1条8丁目 - 4条1丁目 - 8条西1丁目 - 本町 - 旭町2条10丁目 - 旭町2条19丁目
- 2019年（令和元年）12月1日廃止

21 神居・豊岡13条線
神居2条1丁目 - 神楽4条4丁目 - 1条8(7)丁目 - 4条18丁目 - 豊岡4条3丁目 - 豊岡13条6丁目
- 2019年（令和元年）12月1日廃止

72 緑が丘・東旭川線
東旭川駅 - 豊岡14条7丁目 - 東光5条6丁目 - 東光16条5丁目 - 工業高校 - 南高校 - 緑が丘駅
- 2019年（令和元年）12月1日廃止

300 学生対策路線（中央中学校）
曙1条8丁目 - 亀吉2条1丁目 - 4条1丁目 - 5条9丁目 - 6条12丁目 - 10条12丁目
- 2019年（令和元年）12月1日廃止

9 東光16条5丁目線
1条8(7)丁目 - 4条7丁目 - 豊岡3条2丁目 - 東光16条5丁目
- 2020年（令和2年）12月6日廃止、19番線と統合

51 豊岡・東光7丁目線
1条8(7)丁目 - 4条7丁目 - 4条18丁目 - 豊岡4条3丁目 - 豊岡4条7丁目 - 東光6条7丁目 - 東光16条7丁目
- 2020年（令和2年）12月6日廃止、52，522番線と統合

27 新富・神居線
新富2条2丁目5 - 4条14丁目 - 1条2丁目 - 神居2条10丁目 - 神居2条1丁目
- 2021年（令和3年）6月6日廃止

53 豊岡・東光9丁目線 (1条7丁目行のみの運行)
1条7丁目 - 4条7丁目 - 4条18丁目 - 豊岡4条3丁目 - 豊岡4条7丁目 - 豊岡4条9丁目 - 東光7条9丁目 - 共栄バスセンター
- 2023年（令和5年）4月1日廃止

901 旭川環状通循環線(内回り)
共栄バスセンター - 永嶺高校前 - 末広4条1丁目 - 工専前 - 旭町2条10丁目 - 忠和5条2丁目 - 雨粉2号 - 神楽岡駅前 - 緑が丘駅前 - ごりょう公園前 - 南高校 - 緑が丘3条4丁目 - 共栄バスセンター
902 旭川環状通循環線(外回り)
共栄バスセンター - 緑が丘3条4丁目 - 南高校 - 緑が丘駅前 - 雨粉2号 - 忠和5条2丁目 - 旭町2条10丁目 - 工専前 - 末広4条1丁目 - 永嶺高校前 - 東光16条5丁目 - 共栄バスセンター
- 2019年（令和元年）10月1日に道北バスと共同で、旭川環状通循環線（901,902）の実証実験運行を開始。
- 2023年（令和5年）4月1日に廃止、55 緑が丘・環状・春光台線として定期化。

700 学生対策路線（東神楽中学校）
ひじり野1条10丁目 - ひじり野1条1丁目 - 東神楽中学校
- 2023年（令和5年）10月1日廃止

701 学生対策路線（緑東大橋経由工業高校・南高校）
旭川駅前 - 4条20丁目 - ホクト電子前 - 旭神2条3丁目 - 工業高校 - 南高校
- 2023年（令和5年）10月1日廃止

208 学生対策路線（神居 - 南高校）
亀吉3条1丁目 - 神居2条1丁目 - 神楽4条4 - 神楽岡駅前-神楽岡6条7 - 緑が丘4条3 - 工業高校 - 南高前
- 2023年（令和5年）10月1日廃止

91 神居・亀吉循環線

92 亀吉・神居循環線
- いづれも2024年8月4日廃止

800　春光・南高校線(学生対策)
- 春光バスセンター - 4の1 - 神楽4の4  - 南高校
- 2025年4月13日、利用者減少により廃止。

## バスカードシステム
2012年（平成24年）11月1日より、独自のIC乗車カードである「Asaca CARD（アサカカード）」を導入している。
1991年（平成3年）4月1日には日本初のクレジットカードを使用するバスカードシステムを導入したが、2012年3月に終了している。システムは旭川電気軌道、株式会社コンピューター・ビジネス、日立製作所が共同開発し、日専連旭川発行のクレジットカード所持者および指定人に対して専用の「シャトルカード」を発行するほか、同社発行のクレジットカードそのままでの利用も可能であった。普通運賃の支払いに加え、回数乗車券登録や定期乗車券登録も可能であった。66 旭岳線いで湯号、77 旭川空港線は利用できなかった。

## 貸切バス
貸切バス車両は2013年（平成25年）9月現在で19台登録。事業は通常は旭川運輸支局管内、札幌運輸支局管内、室蘭運輸支局管内のうち苫小牧市、伊達市、勇払郡、沙流郡、白老郡、虻田郡での発着が認められているが、貸切バス事業者安全性評価認定制度による優良事業者に限定した営業区域の弾力的な運用による特例で、2025年（令和7年）4月1日現在北海道全域となっている。

## 車両
三菱、日野、UDトラックス（旧：日産ディーゼル）、いすゞの4社の車両を導入している。
古くから全長11m級の長尺車が多いのが特徴であり、1963年（昭和38年）には全長12m・前輪2軸・定員110名という長大車である三菱MR430型（呉羽車体）を3台導入した。これは日本国内では他に名古屋鉄道バス・国鉄バスにしか導入されておらず、呉羽車体で導入したのは旭川電気軌道のみという希少な車両である。1978年（昭和53年）の廃車後も一部の車両が解体されずに残存し、廃車から40年以上を経た2022年（令和4年）には廃車体のうち1台が旭川電気軌道によって引き取られた。その後、同社ではMR430の廃車体をレストアした上で車検の再取得を目標とし、同年9月21日には構内での自走が可能な状態にまで復元。そして同年9月27日、実に約40年ぶりに旭川市内の公道を走行し、目標だった車検の取得にこぎ着けた。
1987年（昭和62年）から北海道内の路線バスでは初めて新車で冷房車の導入を開始、1990年代に入ると、神奈川中央交通より100台以上の中古路線車を導入した。これにより同社の保有する車両の7割が冷房車となり、北海道内の乗合事業者随一の冷房化率となった（現在は保有する車両全てが冷房車）。
また、1997年（平成9年）3月には三菱エアロスターノーステップを10台導入した。これは日本製ノンステップバスの最初期の導入であり、当初からまとまった台数を導入した上、しかも日本の積雪地では初めての導入ということで、バス雑誌では話題となった。以後も積極的にノンステップバスの導入を進めている。2018年（平成30年）3月31日現在では全路線バス車両152台のうちノンステップバスは93台となっている。
1999年（平成11年）10月には東京空港交通よりつくば万博のシャトルバスでも使用されたボルボ製連節バスを3台購入し、需要の伸びる冬期間を中心に2004年（平成16年）まで学生対策路線に運用していた。

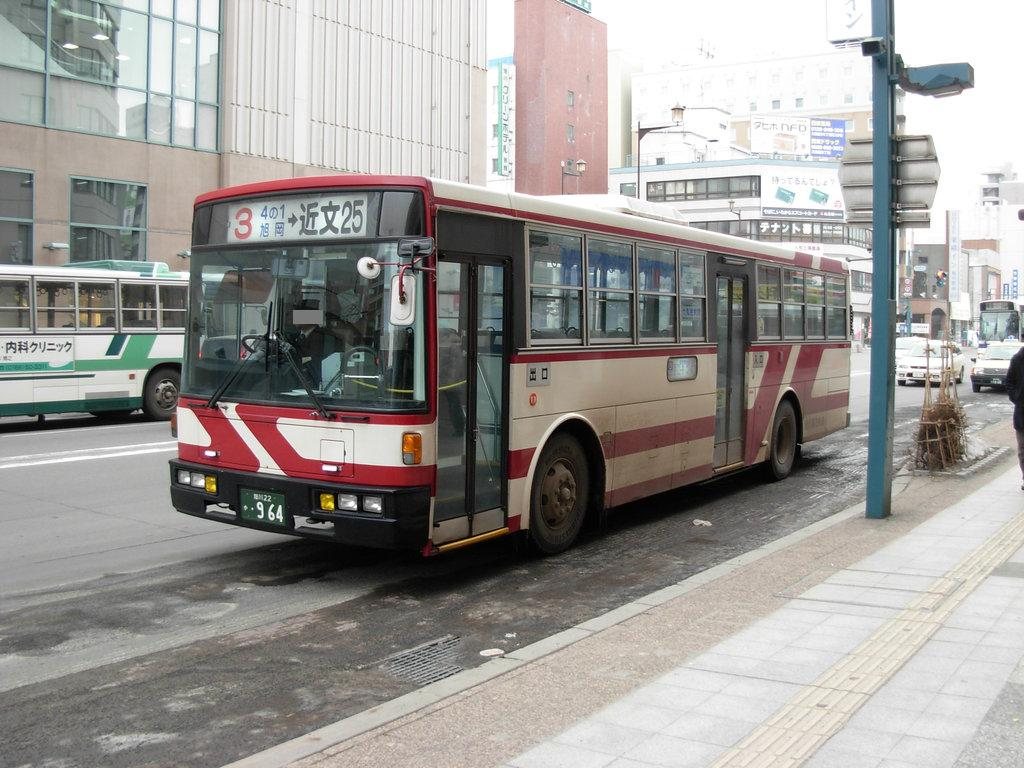
ノンステップバス以外の一般路線従来塗装車両（日産ディーゼル）
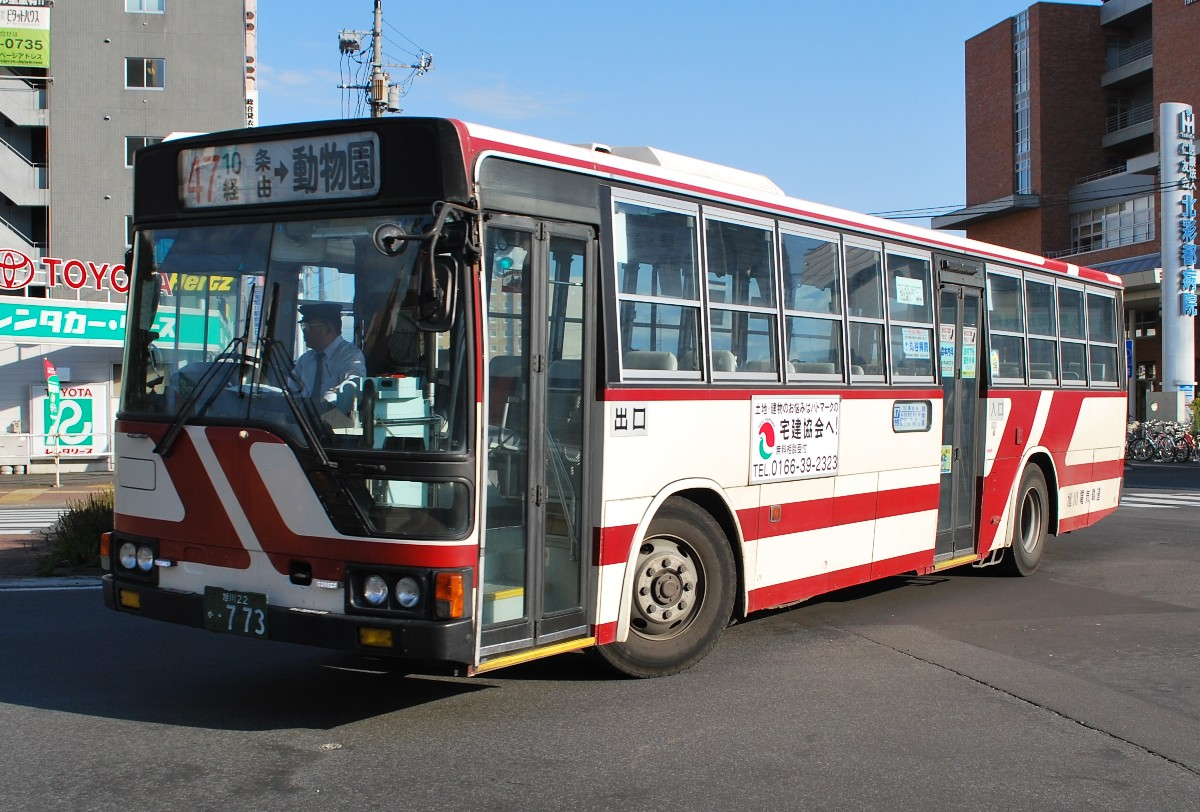
ノンステップバス以外の一般路線従来塗装車両（三菱）
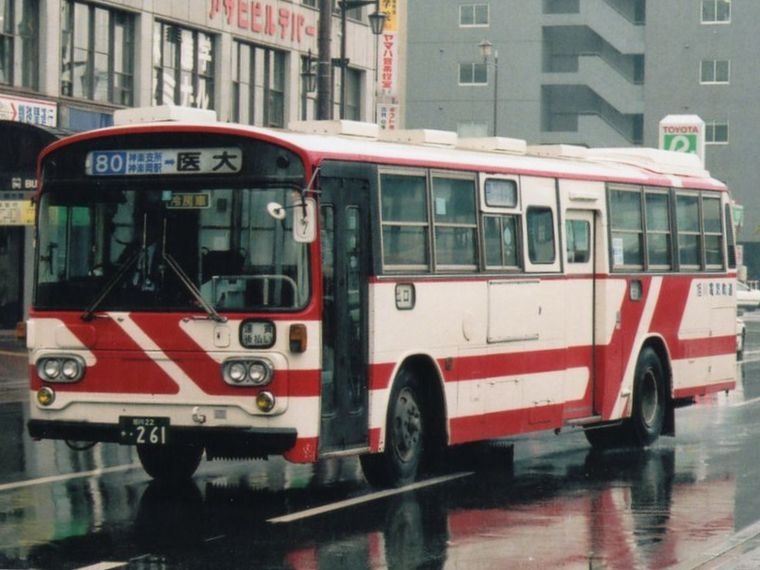
大量に導入され、冷房化率を一気に引き上げた神奈川中央交通からの譲受車
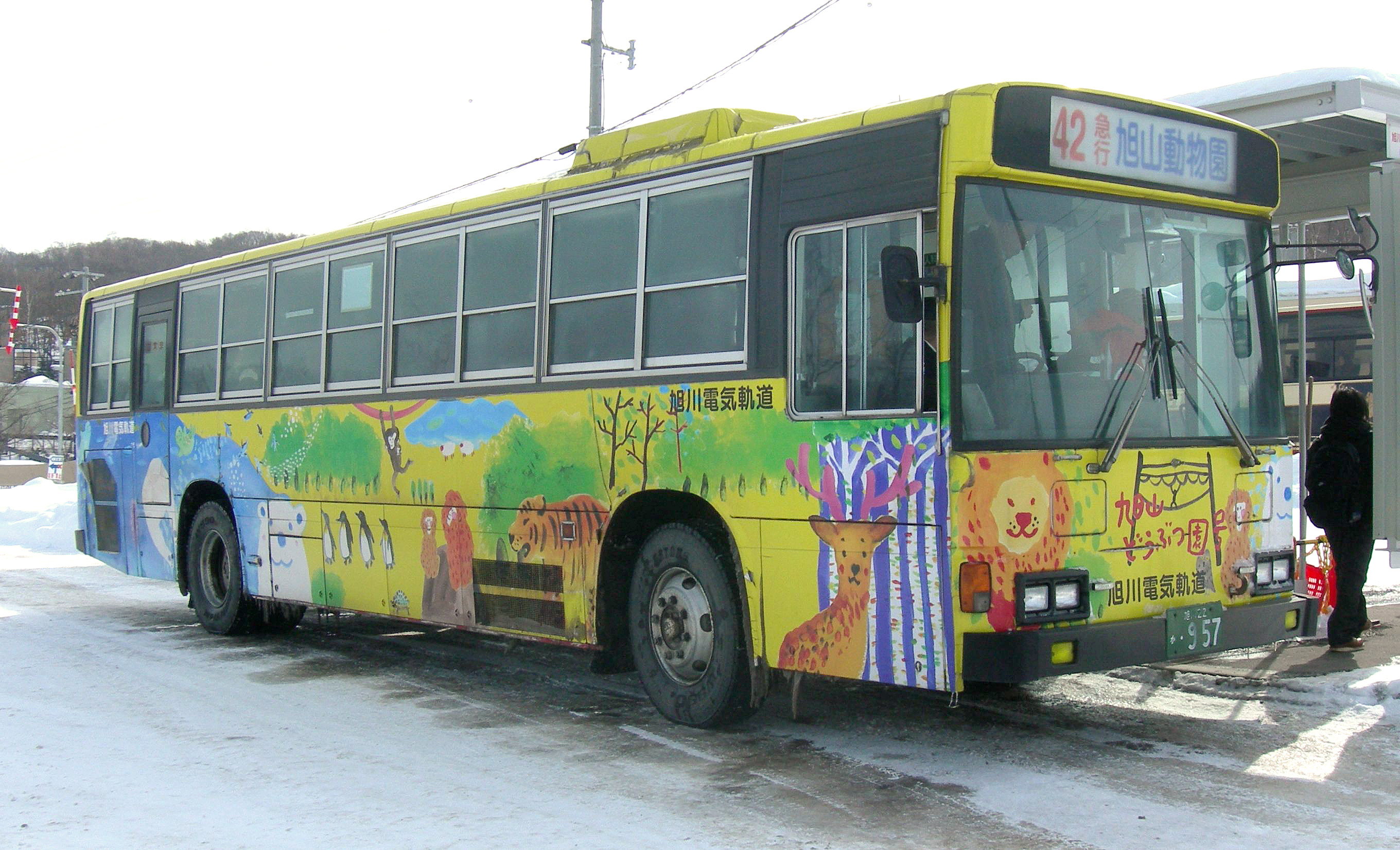
「旭山どうぶつ園号」現在は別の車両に置き換えられた。
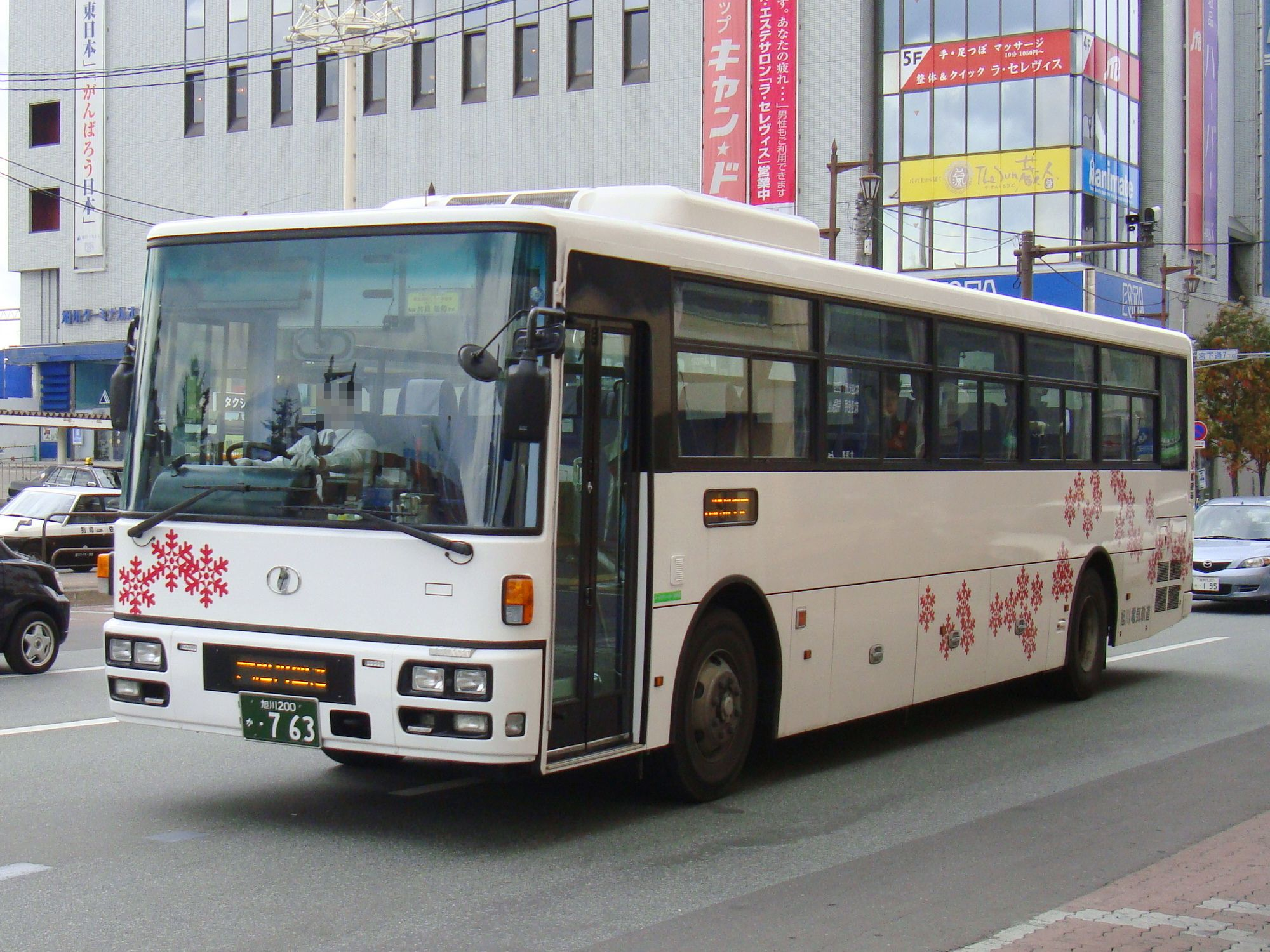
旭川空港線
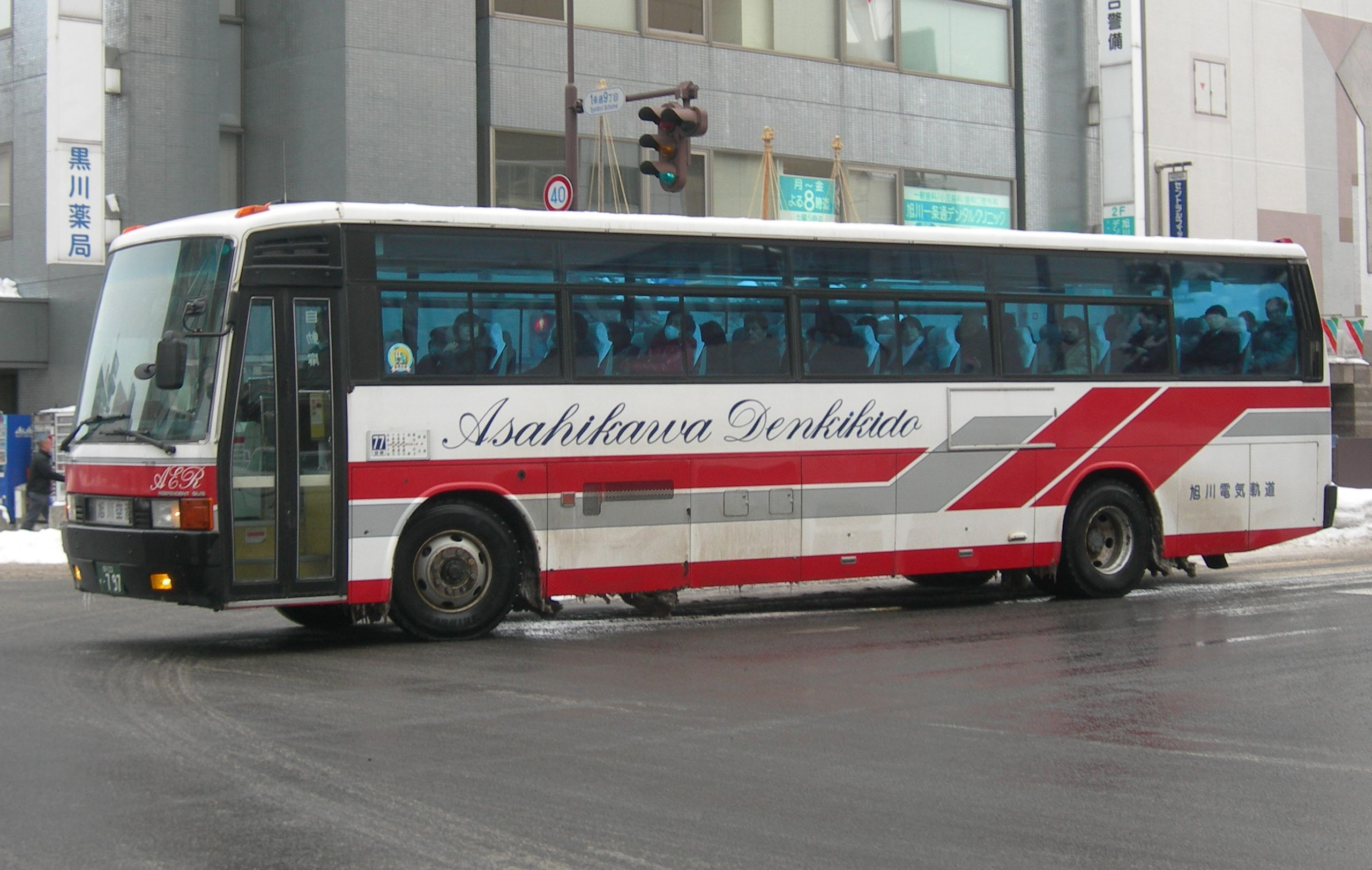
過去の旭川空港線
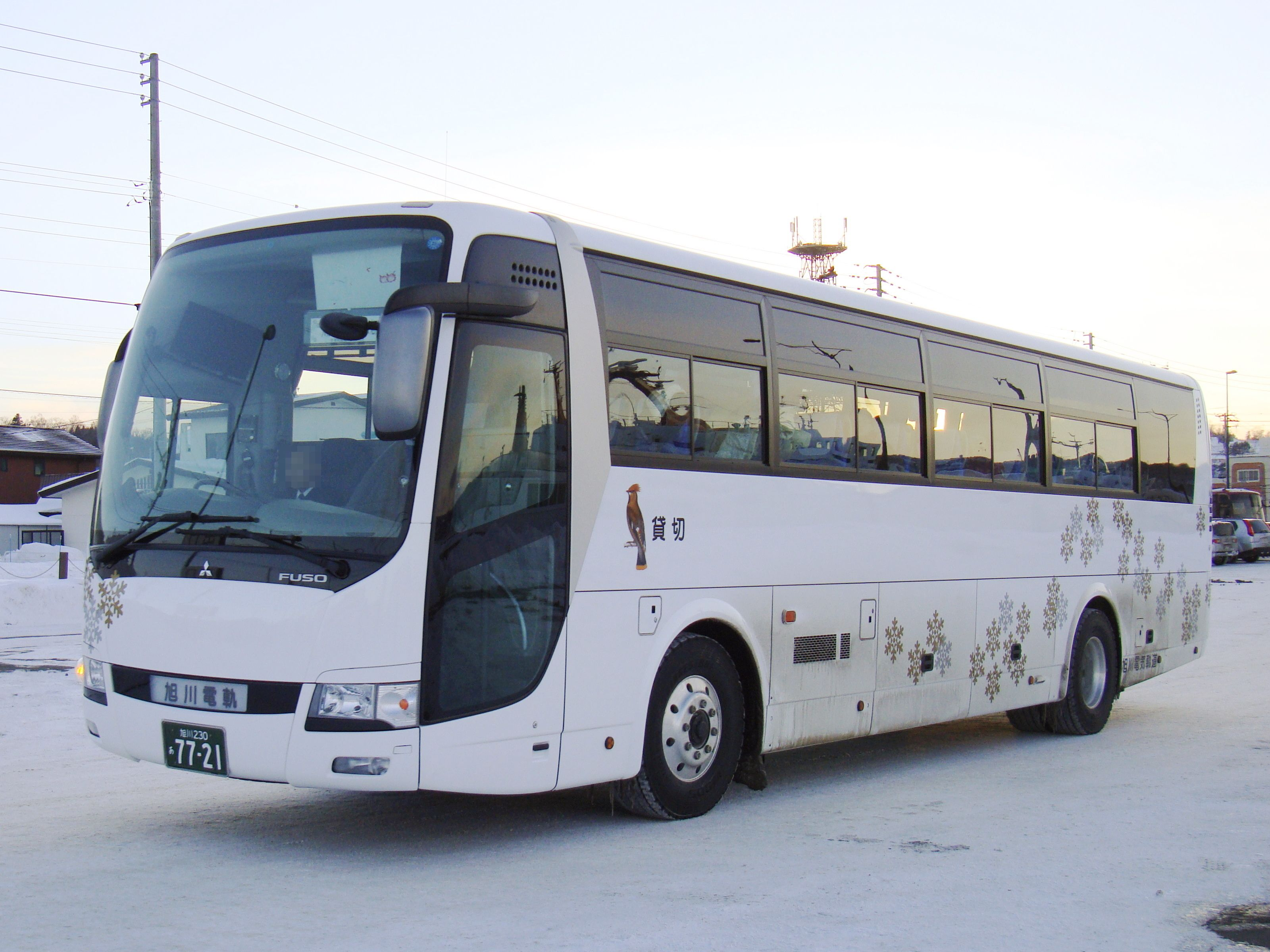
貸切バス
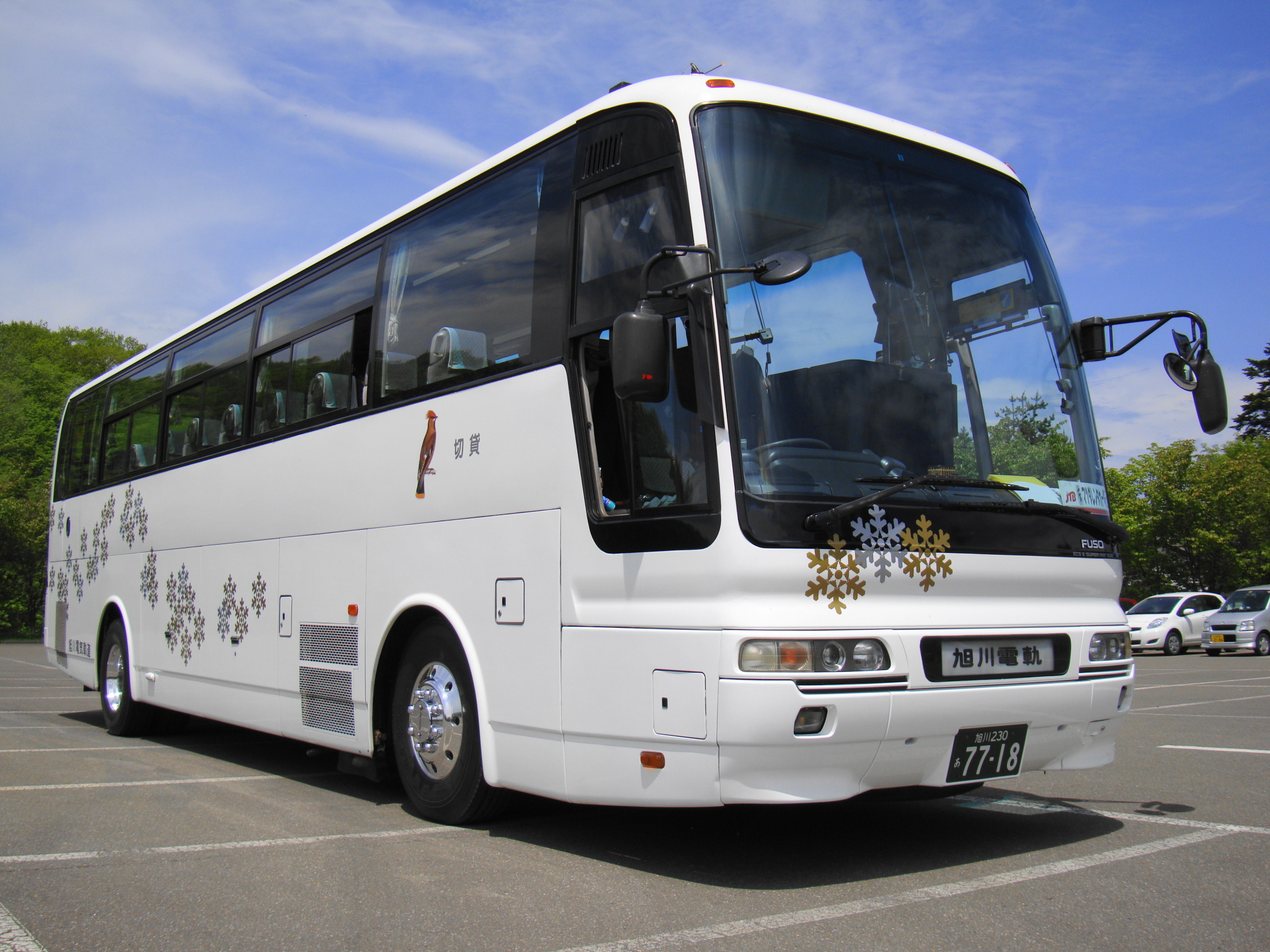
貸切バス（札幌市営バスからの譲受車）
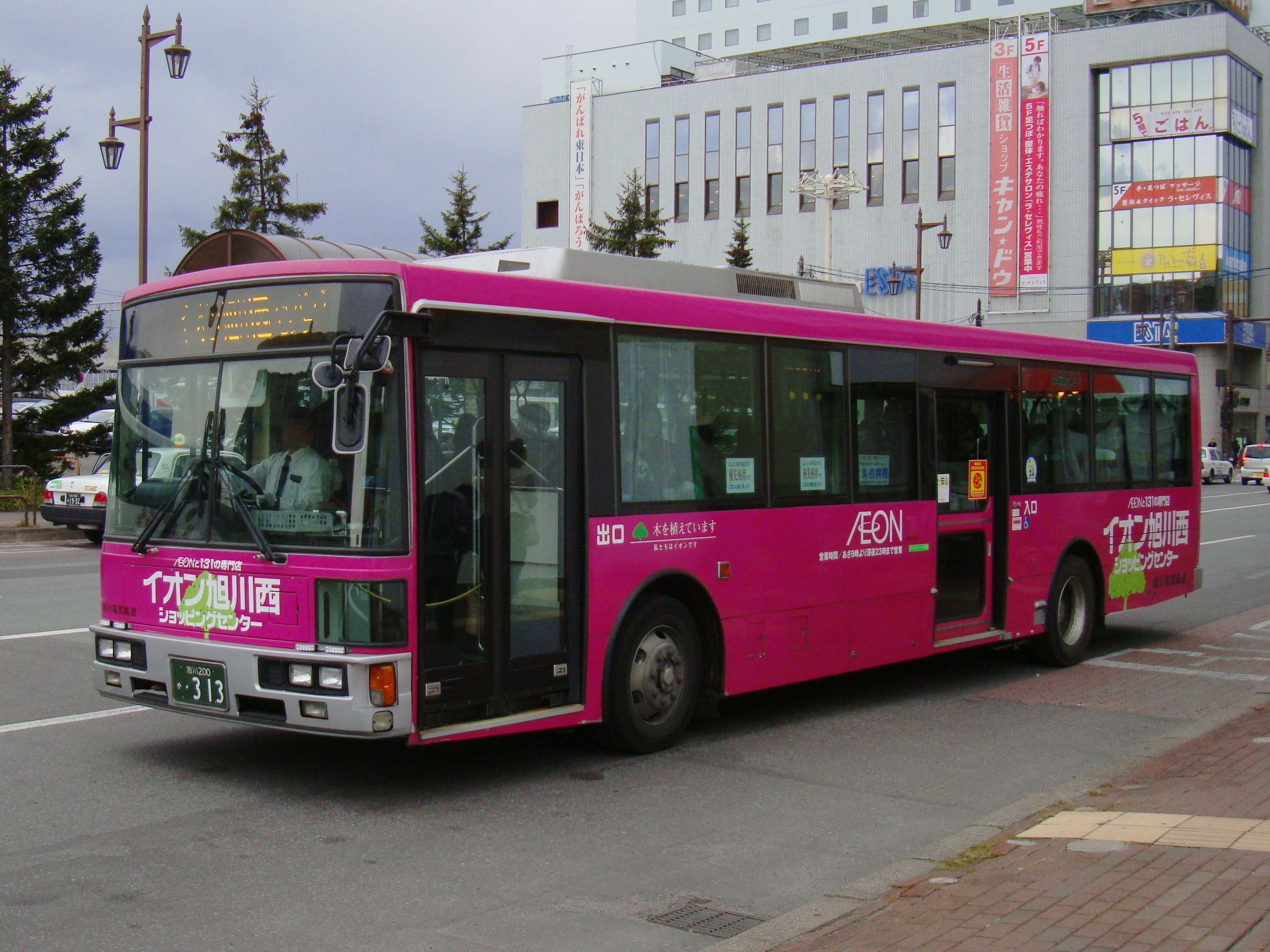
かつてイオン旭川西ショッピングセンター（現・イオンモール旭川西）無料送迎バスの運行を受託していた

## かつて行っていた事業

### スーパーマーケット事業
1968年（昭和43年）に旭川市にスーパーマーケットを開店したのが始まりである。
子会社として運営した後、1997年（平成9年）に運営していた子会社の「（初代）旭友ストアー」と合併して直営事業化した。
2008年（平成20年）3月期には18店舗で売上高約115億円となって赤字転落した ため、2008年（平成20年）に「（2代目）旭友ストアー」を設立して再び子会社化し、店舗網の再編を進めて14店舗に縮小した。しかし2010年（平成22年）3月期も約1.2億円の経常赤字に陥ることが見込まれたことから、当社を清算して2010年（平成22年）にスーパーマーケット事業から撤退した。なお、旭友ストアーはスーパーマーケット事業からの撤退まで、私鉄系スーパーマーケット組織『八社会』に加盟していた。

## 関連会社
- ふらのバス[22]
- コンピューター・ビジネス[22]
- アモールショッピングセンター